# ایگناتسی ماخوفسکی
ایگناتسی ماخوفسکی (لهستانی: Ignacy Machowski؛ ۵ ژوئیه ۱۹۲۰ – ۱۱ ژانویهٔ ۲۰۰۱) بازیگر اهل لهستان بود.
از فیلم‌ها یا برنامه‌های تلویزیونی که وی در آن نقش داشته‌است، می‌توان به سرگذشت استاد تواردوفسکی، رانندگان جایگزین، ترانه عاشقانه‌ای برای یانوشِک، قرارداد، قطار شب، صفر-هفت، به‌گوشم، آزادی، قماری بالاتر از زندگی، وداع ناممکن، خاکستر و الماس، عقاب، سایه و اروییکا اشاره کرد.
وی همچنین برندهٔ جوایزی همچون نشان لنین شده‌است.